# Leptochilus hesperius
Leptochilus hesperius är en stekelart som beskrevs av Gusenleitner 1979. Leptochilus hesperius ingår i släktet Leptochilus och familjen Eumenidae. Inga underarter finns listade i Catalogue of Life.